# 데브 디
데브 디(Dev.D)는 인도에서 제작된 아누락 카시압 감독의 2009년 드라마, 멜로/로맨스 영화이다. 디비엔두 바타차리아 등이 주연으로 출연하였다.

## 출연

### 주연
- 디비엔두 바타차리아
- 아브헤이 데올

### 조연
- 마히 길
- 칼키 코이클린
- 타니

## 제작진
- concept: 아브헤이 데올